# Y-윙
Y-윙(Y-wing)은 스타워즈의 등장하는 우주 전투선이다.

## 상세
스타워즈 에피소드4 - 새로운 희망에서 첫 등장하였으며 야빈 전투에서 출격하였으나 1기를 제외하고 모두 격추 당한다.
클론 전쟁 초기 은하 공화국의 폭격기로 사용되었다.